# Едуард Блох
Едуард Блох (нім. Eduard Bloch; 30 січня 1872, Фравенберг, Богемія, Австро-Угорщина — 1 червня 1945, Нью-Йорк, США) — австрійський лікар, який мав практику в Лінці. До 1907 року Блох був лікарем сім'ї Адольфа Гітлера. Гітлер у відповідь після аншлюсу Австрії забезпечив єврея Блоха особливим захистом.

## Ранні роки
Блох народився в чеському місті Фрауенберзі (нині — Глибока-над-Влтавою). Вивчав медицину у Празі, а потім служив як лікар в Австрійській армії. У 1899 році він був розквартирований у Лінці, де після демобілізації у 1901 році відкрив приватну практику. Жив і працював у будинку у стилі бароко за адресою Ландштрассе, 12. Разом з ним тут проживала його родина: дружина Емілі (уроджена Кафка) та їхня дочка Гертруда, яка народилася 1903 року. За словами Ернста Корефа, майбутнього мера Лінца, Блох був у великій пошані, особливо серед нижчих і незаможних соціальних верств. Широко відомий факт, що будь-якої миті, навіть уночі, він був готовий прийняти пацієнтів. За викликом виїжджав у своєму екіпажі, носив помітний крислатий капелюх. Як і більшість євреїв Лінца у той час був асимільований.

## Сімейний лікар Гітлерів
Першим членом сім'ї Гітлерів, з яким познайомився Блох, був Адольф Гітлер. У 1904 році Гітлер серйозно захворів і став прикутим до ліжка через хворобу легень. Йому дозволили припинити шкільне навчання та повернутися додому. Однак після перевірки історії хвороби Гітлера, Блох пізніше стверджував, що лікував підлітка тільки від легких нездужань, застуди або тонзиліту, і що він не був ні тяжкохворим, ні кволим. Він також заявив, що Гітлер у відсутності жодних хвороб взагалі, і ба більше хвороби легень.
У 1907 році матері Гітлера, Кларі Гітлер, був поставлений діагноз — рак молочної залози. Вона померла 21 грудня після тяжких страждань, пов'язаних із щоденним прийомом йодоформу, смердючого та їдкого засобу, що зазвичай використовувався на той час і прописаного Блохом. Через тяжке фінансове становище сім'ї Гітлерів, Блох робив їм знижку, іноді взагалі відмовляючись від оплати. Гітлер, якому на той час було 18 років, обіцяв лікареві свою «вічну подяку» за це («Ich werde Ihnen ewig dankbar sein»). Це підтверджує листівка, яку у 1908 році Гітлер відправив Блоху із запевненнями у своїй подяці та повазі, та подарунками власноруч створеними Гітлером, зокрема велика картина, яка, за твердженням дочки Блоха, була втрачена. Навіть у 1937 році Гітлер цікавився долею Блоха і назвав його «Edeljude» («шляхетний єврей»). Блох теж, мабуть, відчував особливу ніжність до сім'ї Гітлерів, що надалі послужило йому гарною службою.

## Еміграція
Після приєднання Австрії до Німеччини у 1938 році становище австрійських євреїв погіршилося. 1 жовтня практика Блоха закрилася, його донька та зять, доктор Франц Крен, емігрували.
Після цього 62-річний Блох написав листа Гітлеру, в якому просив про допомогу, після чого йому було організовано захист з боку гестапо. Він був єдиним євреєм у Лінці, який мав подібний статус. Блох разом із дружиною жили у своєму будинку, їх ніхто не турбував. Незабаром були улагоджені всі формальності, пов'язані з еміграцією у США, і без жодних перепон з боку офіційних органів, лікар продав свій будинок за ринковою ціною, що було нечасто для євреїв. Однак при виїзді їм було дозволено взяти лише еквівалент 16 рейхсмарок; Традиційно євреям дозволялося вивезти трохи більше як 10 рейхсмарок.
Блох емігрував до США у 1940 році й оселився у Бронксі за адресою 2755 Крестон-авеню, Нью-Йорк. Він не зміг наново відкрити практику, оскільки його австро-угорський диплом не визнавався у США. Він помер у 1945 році від раку шлунка у віці 73 років, лише через місяць після смерті Адольфа Гітлера. Похований на цвинтарі Бет-Девід в Елмонті, штат Нью-Йорк.

## Опитування та мемуари
У 1941 та 1943 роках Блох був опитаний Управлінням стратегічних служб (організація — попередниця ЦРУ) щодо інформації про дитинство Гітлера.
Він також опублікував спогади про зустрічі з майбутнім фюрером у тижневику «Collier's Weekly», в яких намалював позитивний портрет молодого Гітлера, написавши, що той не був ні грубіяном, ні бруднулею, ні невіглом: «Це просто брехня. У молодості він був тихим, вихованим й акуратно одягненим. Він терпляче чекав своєї черги, як і будь-який 14-15-річний підліток, кланявся на знак поваги та завжди чемно дякував лікарю. Як багато молодих людей Лінца, він носив короткі шкіряні штани та зелену вовняну шапку з пером. Він був високим, блідим і виглядав старше своїх років. Його очі, що дісталися йому від матері, були великими, меланхолійними та задумливими. Великою мірою цей юнак був замкнутий, про що він мріяв, я не знаю».
Блох також згадував, що найбільш яскравою рисою Гітлера була любов до матері: «Хоча Гітлер не був маминим синком у звичайному сенсі слова, я ніколи не бачив ближчі стосунки. Їхня любов була взаємною. Клара Гітлер любила сина. Вона, коли було можливо, дозволяла йому робити так, як хоче. Наприклад, їй подобалися його акварелі, і вона підтримувала в ньому амбіції художника на противагу батькові, і чого їй це вартувало, залишається лише гадати». При цьому Блох категорично заперечував, що любов Гітлера до матері мала патологічний характер.
У спогадах Блоха Гітлер, дізнавшись про неминучу швидку смерть матері, постає «найсумнішою людиною з усіх, кого я бачив». Клару Гітлер лікар пам'ятає як «благочестиву та добру» жінку. « Вона перевернулася б у могилі, якби дізналася, ким став її син» («Sie würde sich im Grabe herumdrehen, wenn sie wüsste, was aus ihm geworden ist»). За спогадами Блоха, після смерті Клари сім'я Гітлерів опинилася в тяжкому становищі. Він зазначав, що Клара Гітлер жила ощадливо та не вдавалася навіть найдрібнішого марнотратства.

## Роботи про Блох
Попри особливе ставлення Гітлера до Блоха, історик Рудольф Бініон вважає, що лікар був одним із факторів антисемітизму Гітлера, який пізніше призвів до Голокосту. Історик Бріґітте Гаманн обстоює іншу думку, стверджуючи, що антисемітизм Гітлера зародився пізніше, коли Гітлер залишив Відень.
Серед людей, які знали Блоха, була Гедда Вагнер, письменниця та прихильник боротьби за права жінок, яка присвятила Блоху книгу. Письменник Джей Нойгеборен у романі «1940» описує Бронкс і події, які стосувалися Едуарда Блоха.

## Образ Едуарда Блоха у кіно
- «Гітлер: Сходження диявола» / «Hitler: The Rise of Evil» (Канада, США; 2003), режисер Крістіан Дюге, в ролі доктора Едуарда Блоха — Річард Кац[15].
- Документальний серіал «Timewatch», епізод «Inside the Mind of Adolf Hitler» (Велика Британія, 2005), режисер Девід Стюарт, в ролі доктора Едуарда Блоха — Ендрю Закс[15].